# Petrus Skarp
Petrus Nicolai Skarp, född 1567 i Kalmar, död 27 april 1645 i Höreda församling, Jönköpings län, var en svensk präst i Höreda församling och Locknevi församling.

## Biografi
Petrus Skarp föddes 1567 i Kalmar. Han var son till sjöofficeraren. Skarp studerade i bergen och Trondheim. Han studerade sedan i Västerås och Stockholm och blev där musiker vid kung Johan III:s kapell. Skarp blev 1589 student vid Uppsala universitet. Han blev sekreterare 1590 hos hertiginnan på Veckholmssund. Skarp prästvigdes 1592 eller 1593 och blev slottspredikant på Kalmar slott. År 1595 blev han skeppspräst på flottan och 1600 krigspräst i Livland. Skarp blev 1603 kyrkoherde i Höreda församling. Han anklagades för att vara anhängare till kung Sigismund, blev därför fängslad och förd till Stockholm. Släpptes senare fris och ansågs oskyldig frö anklagelserna. Han blev 1609 kyrkoherde i Locknevi församling och från 1614 (1612) var han kyrkoherde i Höreda församling. Skarp avled 27 april 1645 i Höreda församling.
Skarp gifte sig 1603 med Beata Pehrsdotter Svenske. Hon var dotter till kyrkoherden Petrus Svenske i Höreda församling. De fick tillsammans barnen: korpralen Isak Skarp von Felt vid Smålands kavalleriregemente och kyrkoherden Truilius Nicolai Skarpius i Långaryds församling.